# 홍지윤 (배우)
홍지윤(1991년 3월 3일 ~ )은 대한민국의 배우, 모델이다.

## 생애
1991년 3월 3일 서울특별시 강남구에서 2녀 중 차녀로 출생한 그녀의 본관은 남양이고 언니는 배우 홍지희이며 2015년 광고 디아지오 기네스를 통해 모델로 데뷔하였고 2017년 TvN 수목 드라마 《크리미널 마인드》를 배우로 데뷔하였다.
대표 작품으로는 2018년 TvN 수목 드라마 《김비서가 왜 그럴까》, 2022년 SBS 월화 드라마 《우리는 오늘부터》 등이 있다.

## 학력
- 2010년 ~ 2014년 한양대학교 (졸업)

## 출연 작품

### 드라마
| 연도 | 방송사   | 제목                                                  | 역할   | 비고      |
| ---- | -------- | ----------------------------------------------------- | ------ | --------- |
| 2017 | TvN      | 수목 드라마 《크리미널 마인드》                       | 박인혜 | 20부작    |
| 2017 | OCN      | 토일 드라마 《나쁜 녀석들 : 악의 도시》               | 한소영 | 16부작    |
| 2018 | SBS      | 드라마 스페셜 《리턴》                                | 방선영 | 34부작    |
| 2018 | TvN      | 수목 드라마 《김비서가 왜 그럴까》                    | 오지란 | 16부작    |
| 2019 | 넷플릭스 | 오리지널 시리즈 《첫사랑은 처음이라서》 (웹 드라마)   | 류세현 | 8부작     |
| 2019 | 넷플릭스 | 오리지널 시리즈 《첫사랑은 처음이라서 2》 (웹 드라마) | 류세현 | 8부작     |
| 2019 | JTBC     | 금토 드라마 《나의 나라》                             | 화월   | 16부작    |
| 2020 | KBS 2TV  | 단막극 《KBS 드라마 스페셜 - 그곳에 두고 온 라일락》  | 이민경 | 1부작     |
| 2020 | WAVVE    | 오리지널 시리즈 《룰루랄라 전당포》 (웹 드라마)       | 김채윤 | 7부작     |
| 2022 | SBS      | 월화 드라마 《우리는 오늘부터》                       | 이마리 | 14부작    |
| 2022 | SBS      | 금토 드라마 《왜 오수재인가》                         | 박소영 | 특별 출연 |

### 영화
| 연도 | 제목         | 역할   | 감독   | 비고 |
| ---- | ------------ | ------ | ------ | ---- |
| 2018 | 《물괴》     | 주모   | 허종호 |      |
| 2022 | 《늑대사냥》 | 간호사 | 김홍선 |      |

### 뮤직비디오
| 연도 | 가수   | 노래                 | 공동 출연 | 비고 | 출처 |
| ---- | ------ | -------------------- | --------- | ---- | ---- |
| 2020 | 임한별 | 〈이 노래가 뭐라고〉 |           |      | 보기 |

### 광고
| 연도 | 기업       | 제품           | 종류        | 공동 출연 | 출처 |
| ---- | ---------- | -------------- | ----------- | --------- | ---- |
| 2015 | 디아지오   | 기네스         | 맥주        |           | 보기 |
| 2018 | 제너시스   | BBQ            | 패스트 푸드 |           |      |
| 2020 | 에프앤에프 | MLB (지면광고) | 옷          | 조세호    |      |

## 가족 관계
- 언니 : 홍지희 (1988년 7월 27일 ~ )